# 사법시험성적의 세부산출방법에 관한 행정입법부작위 사건
사법시험성적의 세부산출방법에 관한 행정입법부작위 사건(2004헌마66)은 입법부작위 위헌확인을 구하는 대한민국의 헌법재판소 판례이다.

## 사실관계
청구인들은 사법시험에서 과목별 합격최저점수를 얻지 못하여 불합격처리된 사람들로 사법시험법 및 동시행령이 법무부령으로 정하도록 위임한 '성적의 세부산출방법'을 상당한 기간이 지나도록 정하지 아니한 법무부장관의 행정입법부작위로 인해 자신들의 공무담임권, 직업선택의 자유, 행복추구권이 침해되었으며, 위임받은 항목들 중 '성적의 세부산출방법'을 그대로 하위명령에 재위임한 것은 복위임금지원칙에 위배된다고 주장하며 헌법소원심판청구를 제기하였다.

## 주문
이 사건 심판청구를 각하한다.

## 이유

##### 행정입법의 작위의무
우리헌법 하에서 행정권의 행정입법 등 법집행의무는 헌법적 의무라고 보아야 할 것이다. 그런데 이는 행정입법의 제정이 법률의 집행에 필수불가결한 경우로서 행정입법을 제정하지 아니하는 것이 곧 행정권에 의한 입법권 침해의 결과를 초래하는 경우를 말하는 것이므로, 만일 하위 행정입법의 제정 없이 상위 법령의 규정만으로도 집행이 이루어질 수 있는 경우라면 하위 행정입법을 하여야 할 헌법적 작위의무는 인정되지 않는다. 법과 법시행령이 사법시험의 성적을 산출하여 합격자를 결정하는데 지장이 없을 정도로 충분한 규정을 두고 있기 때문에, '성적의 세부산출방법 그 밖에 합격결정에 필요한 사항'에 관한 법시행규칙의 제정이 사법시험법의 집행에 필수 불가결한 것이라고 보기 어렵다. 그러므로 헌법적 작위의무가 있다고 보기 어렵다.

##### 권리보호의 이익
정원제를 유지하기 위하여 과락제의 적용을 제한하는 조치를 '성적의 세부산출방법 그 밖에 합격결정에 필요한 사항'으로서 시행규칙으로 정하는 것은 하위명령에 의한 모법의 내용변경을 의미하며 허용되지 아니한다. 그러므로 권리보호이익이 없다.

## 참고 문헌
- 2004헌마66

## 같이 보기
- 사법시험
- 사법시험법